# أيكو (مغنية تشيكية)
ألينا شيرمانوفا-كوستيبيلوفا (الروسية: Алёна Ширманова-Костебелова؛ مواليد 26 ديسمبر 1999) والمعروفة فنياً باسمها أيكو، هي مغنية وكاتبة أغاني تشيكية روسية المولد، مثلت جمهورية التشيك في مسابقة الأغنية الأوروبية 2024 بأغنية "Pedestal".

## نشأتها
ولدت ألينا شيرمانوفا-كوستيبيلوفا في موسكو، روسيا. بعد فترة انتقلت مع عائلتها إلى كارلوفي فاري، جمهورية التشيك، حيث نشأت.